# Symphyodon angustus
Symphyodon angustus là một loài rêu trong họ Daltoniaceae. Loài này được Müll. Hal. A. Jaeger mô tả khoa học đầu tiên năm 1878.